# Дильбази, Амина Паша кызы
Амина Паша кызы Дильбази (азерб. Əminə Paşa qızı Dilbazi; 26 декабря 1919 — 30 апреля 2010) — азербайджанская советская танцовщица, хореограф. Народная артистка Азербайджанской ССР (1959).

## Биография
Амина Дильбази родилась 26 декабря 1919 года в Казахе. Впервые вышедшая на сцену в 1935 году, актриса исполнила песню Узеира Гаджибекова «Колхозные просторы». С 1936 по 1939 год она была солисткой песенного и танцевального ансамбля Азербайджанской государственной филармонии. Впоследствии Дильбази стала руководителем танцевальной группы. В 1959 году начала руководить студенческим танцевальным коллективом «Чинар». В этом же году удостоена звания Народной артистки Азербайджанской ССР. В 1967 году создала женский ансамбль «Севиндж». С 1949 года преподавала в Хореографической школе. Супругом Амины Дильбази был композитор Джовдет Гаджиев.
Скончалась артистка 30 апреля 2010 года в возрасте 90 лет. Амина Дильбази похоронена на I Аллее почётного захоронения в Баку.

## Творчество
Популярны исполненные ею танцы «Иннаби», «Терекеме», «Мирзаи» («Вагзалы»), «Тураджи», «Наз элямя». В репертуаре танцовщицы были также русские, украинские, узбекские и арабские танцы.
Амина Дильбази была также хореографом танцевальных номеров в таких фильмах, как «Я придумываю песню», «Улдуз» и т. д., и в таких сценических произведениях как опера «Лейли и Меджнун», музыкальные комедии «Аршин-мал-алан» и «Не та, так эта». А в фильме «Не та, так эта», Амина Дильбази сама станцевала в сцене приготовления Гюльназ к свадьбе с Мешади Ибадом.
В 1957 году в проходившем в Москве VI международном фестивале молодёжи и студентов была удостоена золотой медали.
В 2019 году Президент Азербайджанской Республики подписал распоряжение o проведении ряда мероприятий по случаю 100-летнего юбилея Амины Дильбази.

## Награды
- Орден «Независимость» (25 декабря 1999 года) — за большие заслуги в развитии национального хореографического искусства Азербайджана[3]
- Орден Дружбы народов
- Орден «Знак Почёта»
- Народная артистка Азербайджанской ССР (10 июня 1959 года)
- Заслуженная артистка Азербайджанской ССР (25 сентября 1954 года)
- Персональная стипендия Президента Азербайджанской Республики (11 июня 2002 года)[4]